# Паласіос-де-Ріопісуерга
Паласіос-де-Ріопісуерга (ісп. Palacios de Riopisuerga) — муніципалітет в Іспанії, у складі автономної спільноти Кастилія-і-Леон, у провінції Бургос. Населення — 35 осіб (2010).
Муніципалітет розташований на відстані близько 220 км на північ від Мадрида, 46 км на захід від Бургоса.

## Демографія
Динаміка населення (INE ):